# Rooftop
Rooftop – singel Zary Larsson, wydany 15 września 2014, promujący jej debiutancki album studyjny 1. Utwór napisali i skomponowali Rickard Göransson, Mathieu Jomphe, Nick Ruth oraz Marcus Sepermanesh.
Kompozycja dotarła do 6. miejsca na oficjalnej szwedzkiej liście sprzedaży i uzyskała platynowy certyfikat za sprzedaż w nakładzie przekraczającym 40 tysięcy kopii.

## Lista utworów
- Digital download[1]

1. „Rooftop” – 3:59
2. „Rooftop” (Instrumental) – 3:59

## Notowania

### Pozycja na liście sprzedaży
| Kraj    | Notowanie (2014)  | Najwyższa pozycja | Certyfikat | Sprzedaż |
| ------- | ----------------- | ----------------- | ---------- | -------- |
| Szwecja | Sverigetopplistan | 6                 | platyna    | 40 000+  |